# Fiat Marea
Fiat Marea presenterades 1996 och är sedan- respektive kombiversionen (Weekend) av Bravo/Brava. Kombiversionen blev för att vara Fiat populär även i Sverige och tillverkades till en början i Italien, innan modellserien 2002 lades ned på den västeuropeiska marknaden och ersattes av Stilo. I Brasilien och Turkiet tillverkades den till 2007, i stort sett oförändrad. Den ersattes då av Fiat Linea, baserad på Fiat Grande Punto

## Motoralternativ
| Modell            | Årsmodell | Motor                   | Cylindervolym | Effekt   | Vridmoment | Bränslesystem      |
| ----------------- | --------- | ----------------------- | ------------- | -------- | ---------- | ------------------ |
| 1.6 16V / 100 16V | 1996-2002 | 4-cyl radmotor DOHC 16V | 1581 cm³      | 103 hk   | 144 Nm     | Bränsleinsprutning |
| 1.8 16V / 115 16V | 1996-2000 | 4-cyl radmotor DOHC 16V | 1747 cm³      | 113 hk   | 154 Nm     | Bränsleinsprutning |
| 2.0 20V / 155 20V | 1996-2002 | 5-cyl radmotor DOHC 20V | 1998 cm³      | 147*¹ hk | 186 Nm     | Bränsleinsprutning |
| 1.9 TD 75         | 1996-2002 | 4-cyl radmotor SOHC 8V  | 1910 cm³      | 75 hk    | 147 Nm     | Turbodiesel        |
| 1.9 TD 100        | 1996-1998 | 4-cyl radmotor SOHC 8V  | 1910 cm³      | 100 hk   | 200 Nm     | Turbodiesel        |
| 1.9 JTD           | 1999-2002 | 4-cyl radmotor SOHC 8V  | 1910 cm³      | 105 hk   | 200 Nm     | Turbodiesel        |
| 2.4 TD 125        | 1996-1999 | 5-cyl radmotor SOHC 10V | 2387 cm³      | 124 hk   | 265 Nm     | Turbodiesel        |
| 2.4 JTD           | 2000-2002 | 5-cyl radmotor SOHC 10V | 2387 cm³      | 130 hk   | 304 Nm     | Turbodiesel        |

- ¹ Från årsmodell 2000 155 i stället för 147 hk.